# 白のファンタジー
「白のファンタジー」（しろのファンタジー）は、JEWELRYの4枚目のシングル。

## 概要
前作「Delight Sweet Life」に続き、The MUSIC 272「JEWELRYのPOP'n SOUL」テーマソングで、日本での1枚目（通算4枚目）のアルバム『JEWELRY first』先行シングル。それまでの3つのシングルに収録されていた「Singing individual part version」が存在しない。表題曲は後に三枝夕夏 IN dbが『U-ka saegusa IN db IV 〜クリスタルな季節に魅せられて〜』にてセルフカバーした。なお、3曲とも『JEWELRY first』には全曲収録されたが、「違う世界で出逢えたら」は池田大介の編曲によるアルバム・バージョンとして収録されている。

## 収録曲
1. 白のファンタジー
作詞：三枝夕夏　作曲：大野愛果　編曲：池田大介
2. 眠る君の横顔に微笑みを（原曲：三枝夕夏 IN db）
作詞：三枝夕夏　作曲：大野愛果　編曲：小澤正澄
3. 違う世界で出逢えたら
作詞：佐々木美和　作曲：宝仙明伽音　編曲：池田大介
4. 白のファンタジー ～M-oZ club mix edit～
Remix：小澤正澄
5. 白のファンタジー ～D[n]B MIX～
Remix：J.K.
6. 白のファンタジー ～Instrumental～

## 参加ミュージシャン
- 寺島良一 - アコースティックギター
- 宇徳敬子 - コーラス